# Daniel Gan
Daniel Gan (Thai: ดาเนียล กัน, ausgesprochen: [Dā neīy l kạn]/chinesisch 顏華山 / 颜华山, Pinyin Yán Huàshān) ist ein thailändisch-chinesischer Schauspieler.

## Leben
Gan besuchte von 2000 bis 2003 die London School of Economics and Political Science, die er mit dem Bachelor of Science in Wirtschaftswissenschaft abschloss. Er wirkt seit dem 21. Jahrhundert in nationalen sowie internationalen Fernsehserien- und Filmproduktionen verschiedener, zumeist ost- oder südostasiatischer Produktionen, mit. 2011 spielte er im indonesischen Thriller Virgin Beach Creature mit. Es folgte eine Mitwirkung in vier Episoden der malaysischen Fernsehserie SALON in der Rolle des Tony Matthews. 2020 mimte er in der singapurischen Fernsehserie Titoudao in sechs Episoden die Rolle des Patrick. 2020 spielte er im chinesischen Tierhorrorfilm Big Octopus eine der Hauptrollen.

## Filmografie (Auswahl)
- 2011: Virgin Beach Creature (Jenglot Pantai Selatan)
- 2018: SALON (Fernsehserie, 4 Episoden)
- 2019: Last Madame (Fernsehserie)
- 2020: Titoudao (Fernsehserie, 6 Episoden)
- 2020: The Singapore Grip (Fernsehserie, Episode 1x06)
- 2020: Thermal Rescue (热力营救)
- 2020: Big Octopus (大章鱼/Dà zhangyú)